# 人類運命共同体

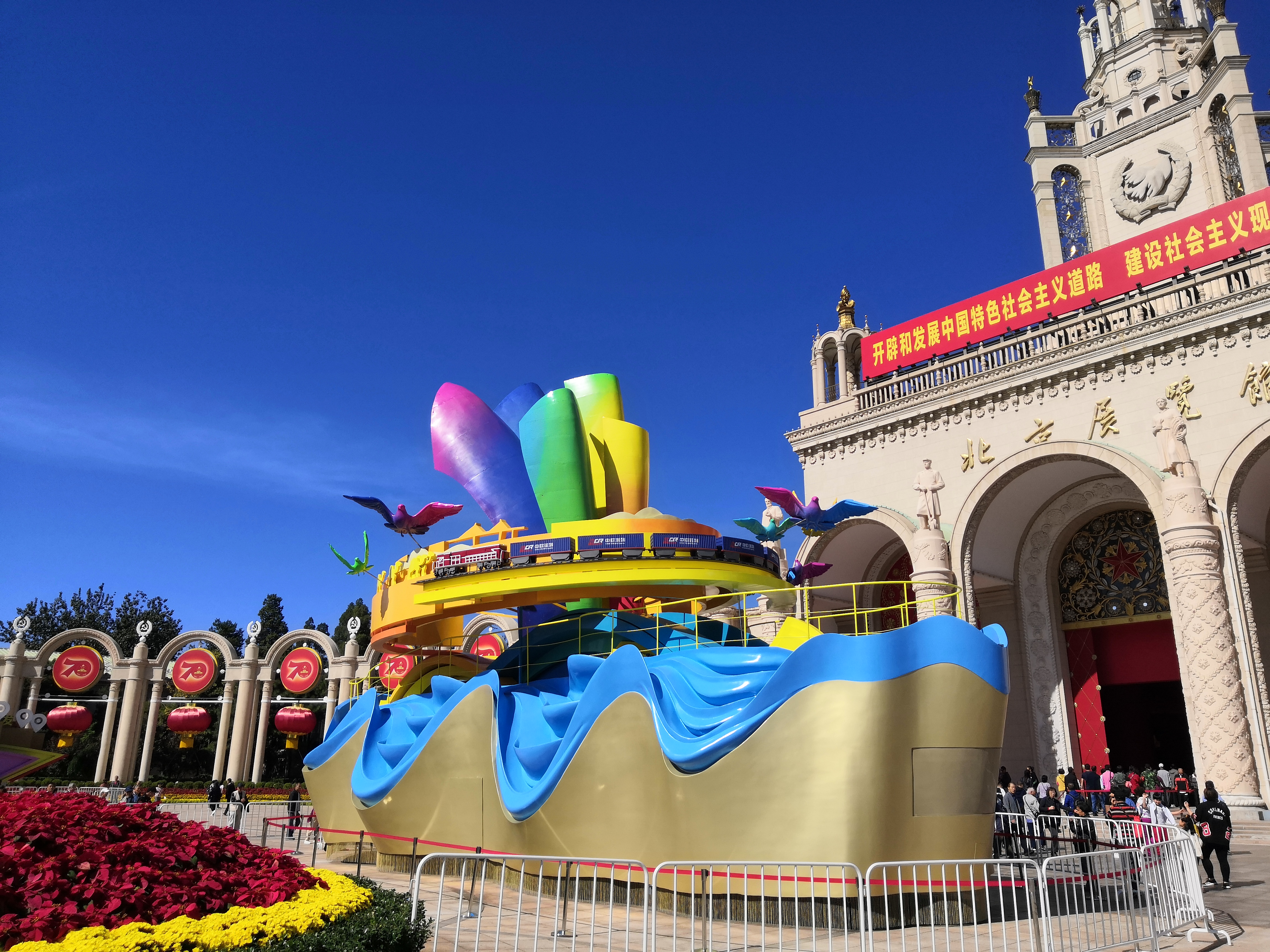
中華人民共和国建国70周年記念大会において「人類運命共同体」がテーマのパレード用車両

人類運命共同体（じんるいうんめいきょうどうたい、簡体字: 人类命运共同体、拼音: rén lèi mìng yùn gòng tóng tǐ）とは、自国の利益を追求するとともに他国の利益にも配慮し、各国の共同発展を図ることを中心とする中国が唱える価値観である。国際関係の相互依存や共同利益、持続可能な発展、グローバルガバナンスなど様々な観点によって構成されている。中国では、世界の潮流や人類運命の先行きを代表する思想の一つとされ、覇権を唱えないという中国政府の姿勢も現れているとされている。一方で、第二次世界大戦後の国際秩序を超克するという文脈のもと、専制や、自由・人権の軽視等が含意されているとの指摘もあり、評価は一様ではない。現在、中国の政治、外交、安全保障戦略など多分野に適用されている。

## 背景
中国首脳の言葉として初めて登場したのは2011年、当時の温家宝総理が東日本大震災の被災地を訪問した際、「自然災害の前で人類は運命共同体である」と述べた。中国では人類運命共同体が正式に登場したのは、胡錦濤前党総書記が2012年に中国共産党第18回全国代表大会で行った活動報告であった。中国共産党の習近平党総書記が就任後の初会見で「国際社会は運命の共同体になりつつある。複雑な世界経済情勢とグローバル問題を前に、どの国にも単独で立ち向かうことができない」と言及している。2011年の『中国の平和発展』白書にて「運命共同体の新視点から人類の共同利益と共同価値観を探るべきだ」と記されている。2017年12月、中国共産党と世界政党のハイレベル対話会の席上、習近平党総書記は「人類運命共同体はすべての民族と国の前途に深く関わり、我々が生まれ育ったこの地球を仲睦まじい大家庭に建設すると共に、各国国民の憧れや夢を適えるものだ」と説明している。2018年に行われた憲法修正時に、『中華人民共和国憲法』の序言に盛り込まれている。

## 定義
温家宝前総理がその任期内に「人類運命共同体」に似たような概念を度々提言している。中には、「地球村」や「大家庭」などの表現が挙げられる。「大家庭」は、第15回APEC（アジア太平洋経済協力会議）非公式首脳会議のテーマ「加強大家庭建设，共創可持続未来（大家庭建設の強化　持続可能な未来の共有）」として登場している。前述の通り、中国では人類運命共同体が言葉として正式に定着したのは、中国共産党第18回全国代表大会で行った活動報告であった。これをめぐり様々な解釈があり、「中国の夢」といった概念や戦略とも結びついている。
中国共産党による定義では、「人類運命共同体」は経済のグローバル化で生じた課題や難題に対応するためのグローバルガバナンス対策であり、一国として対処できない問題の解決が狙いで、「協力とウィンウィン」がキーワードとなる。「人類運命共同体」の提出で、中国理念と中国文化が大きな役割を果たしている。これは「平和と発展」を時代のテーマにしている中国の主張と結論でもある。中でも、「共同体の発展」と「恒久的に安定した国際秩序の構築」といった2大方策が含まれている。
「人類運命共同体」は政治・安全・経済・文化・生態環境の5分野からなっており、「恒久平和」「普遍安全」「共同繁栄」「開放包摂」「清潔美麗」の5大目標も掲げている。国際関係に関する中国の新理念として「一帯一路」構想や「孔子学院」、「アジア・インフラ投資銀行」など一連の戦略でも指針の一つになっている。

### 批判
人類運命共同体の「運命」には、中国共産党の指導のもと、第二次世界大戦後の国家秩序に挑戦するという文脈で使用されており、一帯一路や中国の夢と同様に、専制や、自由・人権の軽視等が含意されているとの指摘がある。また、人類運命共同体という価値観を提唱すること自体が、価値基準を相対化・多様化させることによって、国際社会を中国にとってより有利な言論空間とする試みの一つであり、プロパガンダの一種である。実際に、海外在住の華僑へ呼びかけも含めた大規模な宣伝キャンペーンや、国連決議を含む国際文書への戦略的な文言挿入が行われていると指摘されている。